# العلاقات الأرجنتينية البوليفية
العلاقات الأرجنتينية البوليفية هي العلاقات الثنائية التي تجمع بين الأرجنتين وبوليفيا.

## مقارنة بين البلدين
هذه مقارنة عامة ومرجعية للدولتين:
| وجه المقارنة                                              | الأرجنتين                                               | بوليفيا                                          |
| --------------------------------------------------------- | ------------------------------------------------------- | ------------------------------------------------ |
| المساحة (كم2)                                             | 2.78 مليون                                              | 1.10 مليون                                       |
| عدد السكان (نسمة)                                         | 44.27 مليون                                             | 11.05 مليون                                      |
| الكثافة السكانية (ن./كم²)                                 | 15.92                                                   | 10.05                                            |
| العاصمة                                                   | بوينس آيرس                                              | سوكري، لاباز                                     |
| اللغة الرسمية                                             | اللغة الإسبانية                                         | اللغة الإسبانية، اللغة الأيمرية، كتشوا، غوارانية |
| العملة                                                    | البيزو الأرجنتيني 1983 ‏، بيزو أرجنتيني، أسترال أرجنتيني | بوليفاريو بوليفي                                 |
| الناتج المحلي الإجمالي (بليون دولار)                      | 637.59 مليار                                            | 37.51 مليار                                      |
| الناتج المحلي الإجمالي (تعادل القوة الشرائية) بليون دولار | 883.02 مليار                                            | 74.58 مليار                                      |
| الناتج المحلي الإجمالي الاسمي للفرد دولار أمريكي          | 13.43 ألف                                               | 3.08 ألف                                         |
| الناتج المحلي الإجمالي للفرد دولار أمريكي                 |                                                         | 6.63 ألف                                         |
| مؤشر التنمية البشرية                                      | 0.827                                                   | 0.662                                            |
| رمز المكالمات الدولي                                      | +54                                                     | +591                                             |
| رمز الإنترنت                                              | .ar                                                     | .bo                                              |
| المنطقة الزمنية                                           | 00                                                      | 00                                               |

## مدن متوأمة
في ما يلي قائمة باتفاقيات التوأمة بين مدن أرجنتينية وبوليفية:
- ترتبط فييدما مع كوتشابامبا باتفاقية توأمة.[13]
- ترتبط لابلاتا مع سانتا كروز دي لا سييرا باتفاقية توأمة.
- ترتبط سالتا مع تاريخا، بوليفيا باتفاقية توأمة.
- ترتبط بوينس آيرس مع لاباز باتفاقية توأمة منذ 19 مايو 1994.
- ترتبط روساريو مع سانتا كروز دي لا سييرا باتفاقية توأمة منذ 1988.[14][14][14][14]
- ترتبط سان سلفادور دي خوخوي مع تاريخا، بوليفيا باتفاقية توأمة.

## منظمات دولية مشتركة
يشترك البلدان في عضوية مجموعة من المنظمات الدولية، منها:
| علم المنظمة | اسم المنظمة                                                          | تاريخ انضمام الأرجنتين | تاريخ انضمام بوليفيا |
| ----------- | -------------------------------------------------------------------- | ---------------------- | -------------------- |
|             | الاتحاد البريدي العالمي                                              | ?                      | ?                    |
|             | مؤسسة التنمية الدولية                                                | 3 أغسطس 1962           | 21 يونيو 1961        |
|             | اتحاد دول أمريكا الجنوبية                                            | ?                      | ?                    |
|             | منظمة التجارة العالمية                                               | ?                      | 12 سبتمبر 1995       |
|             | مجموعة دول الأنديز                                                   | ?                      | ?                    |
|             | الأمم المتحدة                                                        | 24 أكتوبر 1945         | 14 نوفمبر 1945       |
|             | منظمة حظر الأسلحة الكيميائية                                         | ?                      | ?                    |
|             | ميركوسور                                                             | ?                      | ?                    |
|             | وكالة ضمان الاستثمار متعدد الأطراف                                   | 11 فبراير 1992         | 3 أكتوبر 1991        |
|             | منظمة الشرطة الجنائية الدولية                                        | ?                      | ?                    |
|             | مؤسسة التمويل الدولية                                                | 13 أكتوبر 1959         | 20 يوليو 1956        |
|             | الاتحاد الدولي للاتصالات                                             | 1889                   | 1 يونيو 1907         |
|             | البنك الدولي للإنشاء والتعمير                                        | 20 سبتمبر 1956         | 27 ديسمبر 1945       |
|             | وكالة حظر الأسلحة النووية في أمريكا اللاتينية ومنطقة البحر الكاريبي ‏ | ?                      | ?                    |
|             | يونسكو                                                               | 15 سبتمبر 1948         | 13 نوفمبر 1946       |

## أعلام
هذه قائمة لبعض الشخصيات التي تربطها علاقات بالبلدين:
- جايمي توريس (موسيقي أرجنتيني، 21 سبتمبر 1938 – 24 ديسمبر 2018)
- جوستافو كوينتيروس (لاعب كرة قدم بوليفي، 15 فبراير 1965 – )
- خوانا مانويلا غوريتي (كاتبة أرجنتينية، 15 يونيو 1818[20][21] – 6 نوفمبر 1892[20][21])
- خورخي أنايا (عسكري أرجنتيني، 27 سبتمبر 1926[22] – 9 يناير 2008[22])
- ستيفاني بياتريس (ممثلة أمريكية، 10 فبراير 1981 – )

## وصلات خارجية
- موقع وزارة الخارجية الأرجنتينية
- موقع وزارة الخارجية البوليفية